# Schiffsanleger

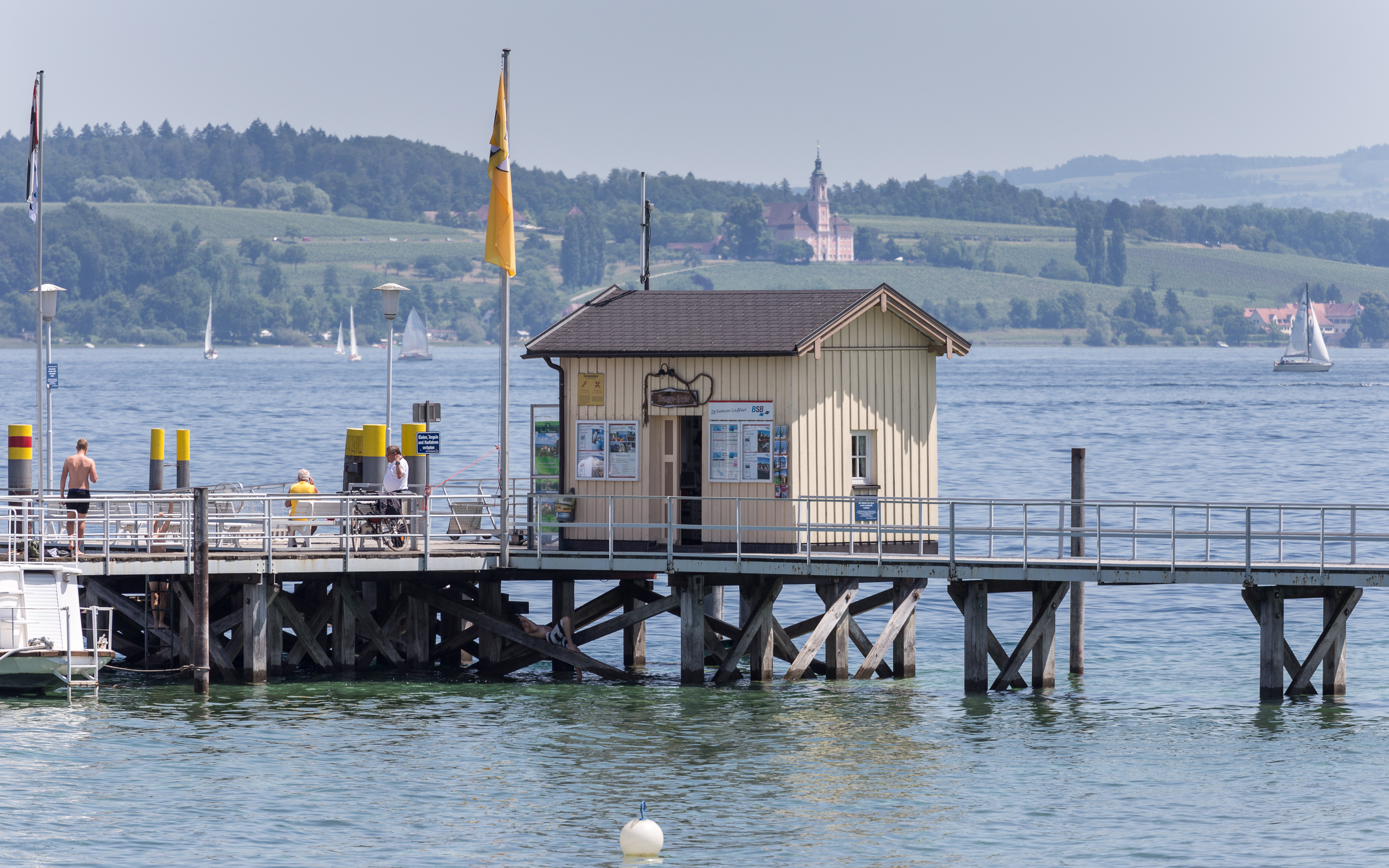
Schiffsanleger Konstanz-Dingelsdorf

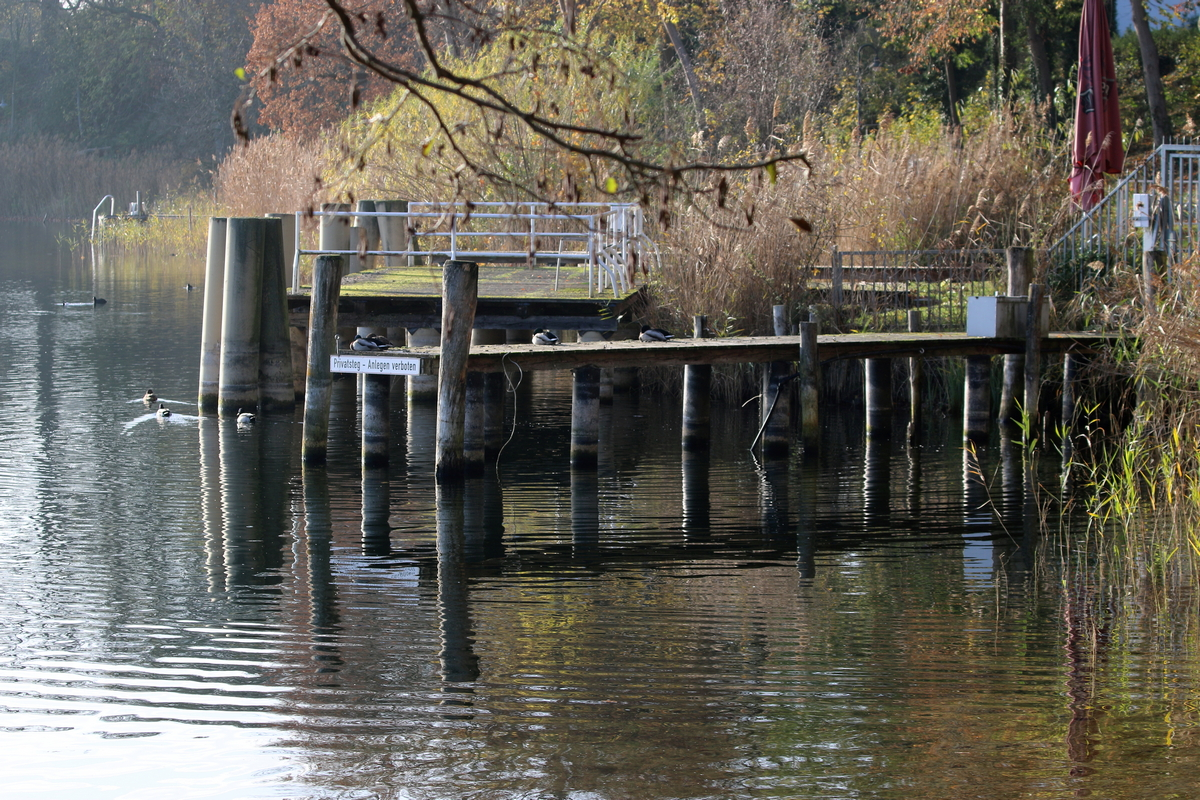
Hölzerner Steg als Bootsanleger an der Müritz

Ein Schiffsanleger – Anleger/Anlegestelle, Landungssteg – ist ein technisches Bauwerk an Flüssen und Seen, an dem kleinere Motorschiffe (z. B. Fähren) anlegen und (vorübergehend) festmachen können. 

## Zweck
Schiffsanleger werden an Stellen erbaut, an denen das Wasser direkt am Ufer bzw. in Ufernähe nicht tief genug ist, um dort eine Kaimauer zu errichten. Anleger werden vom Ufer aus so weit in das Gewässer hinein gebaut, bis eine ausreichende Wassertiefe ein gefahrloses Anlegen eines Wasserfahrzeuges ermöglicht. Schiffsanleger können sich sowohl innerhalb als auch außerhalb eines Hafens befinden. Personen und Güter erreichen den Anleger über eine Brücke oder einen Bootssteg. Siehe auch Seebrücke.

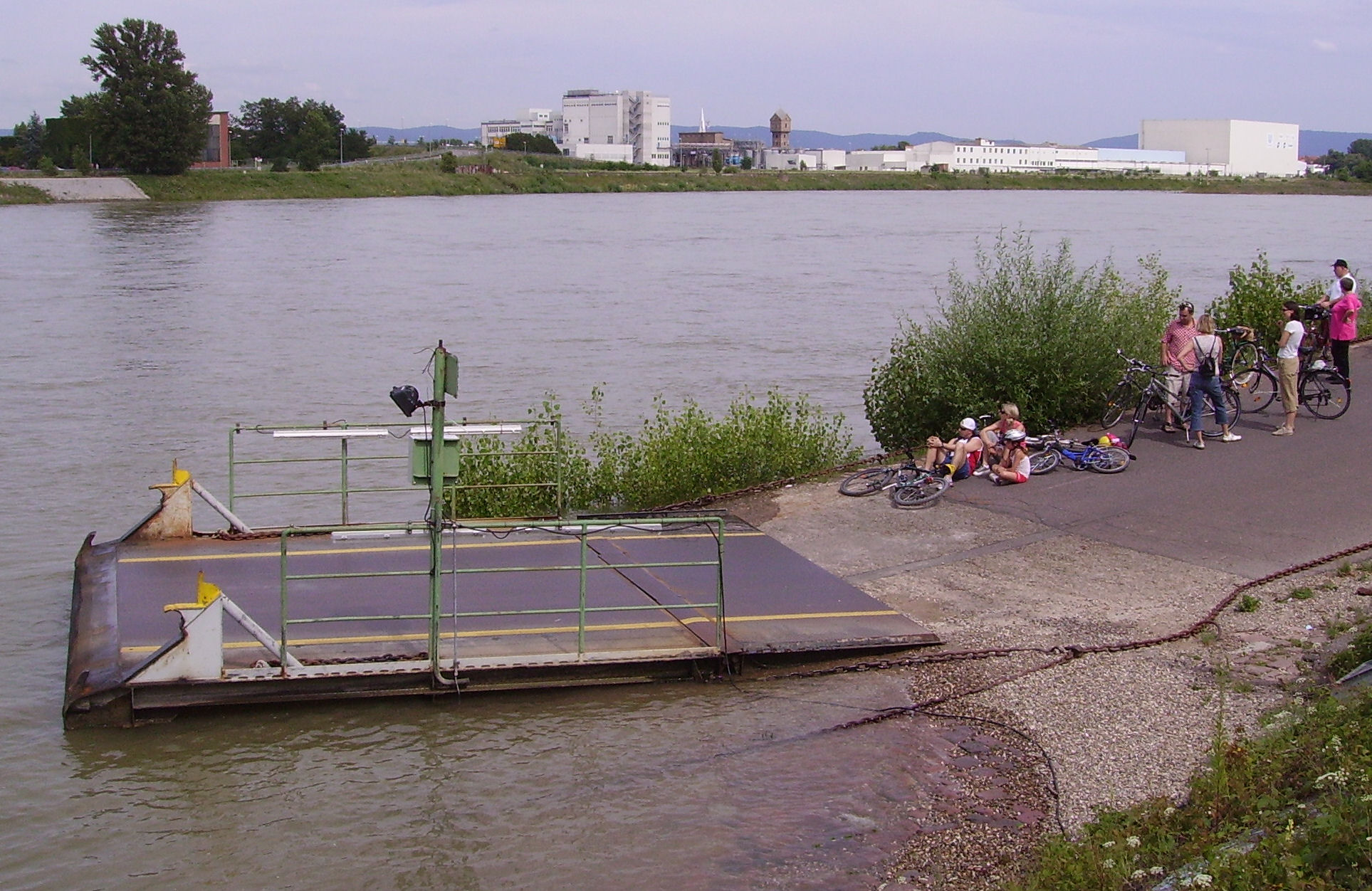
Beweglicher Fähranleger am Rhein

Eine Sonderform des Schiffsanlegers ist der Schwimmanleger, der auf dem Wasser schwimmt und am Grund oder am Ufer verankert ist. Er passt sich wechselnden Wasserständen insbesondere bei Gezeiten-Gewässern an. Das bekannteste Beispiel sind die an Pfählen befestigten Pontons der St. Pauli-Landungsbrücken an der Elbe in Hamburg, die auch mehrere Gebäude tragen. Die als Zugang dienenden Brücken liegen auf den Pontons in der Längsachse beweglich auf, damit die verschiedenen Wasserstände (mehrere Meter) durch entsprechende Neigung ausgeglichen werden können.